# 尼爾·莫斯
奧斯卡·哈克特·尼爾·莫斯（英語：Oscar Hackett Neil Moss）（1938年7月28日—1959年7月28日）是一位在洞穴探險事故中喪生的英國學生。

## 意外
莫斯是牛津大学贝利奥尔学院哲學系的20歲本科生，他是英國洞穴學協會的八名探洞者之一，1959年3月22日，他在位於德比郡卡斯爾頓的著名洞穴山頂洞窟探險時，在一條窄小未探索的井口下降後，被困地下1,000英尺（300）處 。由於繩子多次斷裂，最初的救援嘗試未能成功將他解救出來。隨著他在井口底部自身呼吸所產生的二氧化碳累積而失去意識，他無法再通過更堅固的繩索提供進一步的救援。
救難人員隨後進行了更多的救援嘗試：英國皇家空軍、國家煤炭委員會、皇家海軍和數十個私人洞穴探險團體都加入了救援工作，並向對外公告需要一名體型較小、適合進入隧道的救難人員的請求，第二天，18歲的朱恩·貝利（June Bailey）耗費了六個小時的時間協助救援，直到因「有毒空氣」而被迫撤退。經驗豐富的洞穴探險者鮑勃·利基（Bob Leakey）也試圖前往，但無法接近莫斯的位置。莫斯最後始終沒有恢復意識，1959年3月24日星期二早上，在最後的救援嘗試失敗後，莫斯被宣布死亡。
人們推測莫斯在隧道的某個部分移動了一塊大石頭後被卡住，這塊石頭隨後困住了梯子，阻止了救援人員將他拉上來。梯子的橫梁之間的距離對於他的身高來說太大，無法通過剩餘的間隙伸手夠到。
他的父親守候在入口處，要求將他的兒子的屍體留在原地，以避免搜救人員遭受進一步的傷害或風險。
 莫斯進入的井口被來自洞穴內地板上的鬆散岩石封閉，而後附近放置了一塊銘牌，山頂洞窟將該區域稱為莫斯廳（Moss Chamber）。媒體曾報導稱該裂縫被灌滿水泥，但隨後被參與救援和清理的人駁斥該說法。

## 紀念
莫斯的死亡事件被廣泛報導，包括在歐洲、澳洲和美國的報紙上。 他的故事出現在史蒂芬·布思的小說《最後一口氣》（2004）、，以及德比郡洞穴探險者戴夫·韋布（Dave Webb）於2006年製作的紀錄片中，該紀錄片在DVD上發布，名為《為生命而戰- 關於尼爾·莫斯的故事》。

## 外部連結
- The Neil Moss Tragedy （页面存档备份，存于）